# Schloss Wohmbrechts

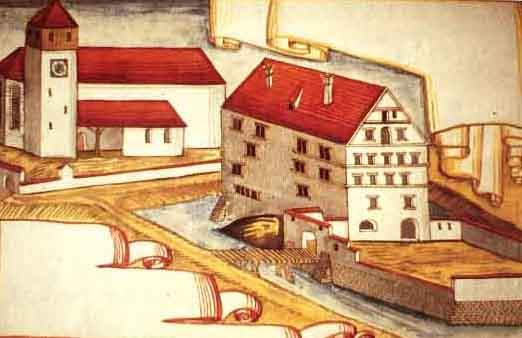
Kirche und Schloss in Wohmbrechts 1637

Schloss Wohmbrechts war ein Schloss in Wohmbrechts in der Gemeinde Hergatz im Landkreis Lindau.

## Geschichte
Wohmbrechts wurde erstmals 1269 urkundlich erwähnt. Ebenfalls im 13. und 14. Jahrhundert erschienen die Ritter von Wohmbrechts in Urkunden. Wilhelm von Wohmbrechts war europaweit bekannt, da er für den König von Dänemark gegen die Schweden und Litauer kämpfte. Er zog auch für den Markgrafen von Brandenburg, den Grafen von Tirol und den Herzog von Baiern in den Krieg. Das Schloss Wohmbrechts wurde wahrscheinlich in seiner Zeit gebaut. Ende des 16. Jahrhunderts erwarb die Reichsstadt Wangen Burg und Vogtei in Wohmbrechts. Das Schloss verfiel ab den 1770er Jahren. Erhalten ist ein Burgstallrest.